# Ju Szungho
Ju Szungho (hangul: 유승호, handzsa: 俞承豪, RR: Yu Seungho; 1993. augusztus 17.–) dél-koreai színész. Gyermekszínészként a Hazafelé (2002) című filmmel vált ismertté.

## Élete és pályafutása
Szegény családban született, édesanyja egy telefonreklámhoz küldte be a fényképét, így fedezték fel. Ezt követően gyermekszínészként szerepelt több televíziós sorozatban, de igazi ismertségre a Hazafelé című 2002-es filmmel tett szert, melyben egy városi kisfiút alakított, akinek süketnéma nagymamájával kell töltenie a nyarat vidéken. A film nem várt sikert aratott, mintegy négymillió nézőt vonzott. Számos film és televíziós sorozat következett, főképp felnőtt szereplők gyermekkori énjét alakította olyan sorozatokban, mint az Immortal Admiral Yi Sun-sin, The King and I vagy a The Legend. Játszott a Magyarországon is vetített, nagy sikerű A Silla királyság ékköve sorozatban is.
Tinédzserként első jelentős tévészerepét a Master of Study című sorozatban kapta 2010-ben. 2011-ben a Warrior Baek Dong-soo című történelmi sorozatban egy kegyetlen bérgyilkost alakított. A tyúk, aki repülésről álmodott című nagy sikerű animációs filmben szinkronszínész volt, majd a Blind című thrillerben kapott szerepet.
2012-ben az Arangszattodzson című történelmi fantasyben a Jáde császárt alakította. Ezt a Missing You című melodráma követte, melyben negatív szereplőt játszott.
2013 márciusában Ju (Yoo) bevonult katonának, 2014 decemberében szerelt le.
2015-ben több projektet is elvállalt: az Imaginary Cat és a Remember című sorozatokat, valamint a Joseon Magician című történelmi filmet.

## Filmográfia

### Filmek
| Év   | Cím                                        | Szerep                                                |
| ---- | ------------------------------------------ | ----------------------------------------------------- |
| 2002 | Hazafelé                                   | Szangu (Sang-woo)                                     |
| 2003 | Happy Ero Christmas                        | gyermek a kórusban                                    |
| 2004 | Don't Tell Papa                            | Kim Cshovon (Kim Cho-won)                             |
| 2006 | Heart Is...                                | Cshani (Chan-yi)                                      |
| 2008 | Unforgettable                              | Kilszu (Gil-su)                                       |
| 2009 | Astro Boy                                  | Astro Boz koreai szinkronhangja                       |
| 2009 | City of Fathers                            | Kim Dzsongcshol (Kim Jong-chul)                       |
| 2009 | 4th Period Mystery                         | Han Dzsonghun (Han Jeong-hun)                         |
| 2011 | A tyúk, aki repülésről álmodott            | Zöldfejű koreai szinkronhangja                        |
| 2011 | Blind                                      | Kvon Giszop (Kwon Gi-seop)                            |
| 2012 | Fragments of Sweet Memories (3D rövidfilm) |                                                       |
| 2015 | Joseon Magician                            | Hvanhi (Hwan-hui)                                     |
| 2016 | Seondal: The Man Who Sells the River       | Kim Inhong / Kim Szondal (Kim In-hong / Kim Seon-dal) |

### Televíziós sorozatok
| Év        | Cím                                               | Szerep                               | Csatorna    |
| --------- | ------------------------------------------------- | ------------------------------------ | ----------- |
| 2000      | Daddy Fish                                        | Csong Daum (Jeong Da-um)             | MBC         |
| 2001      | MBC Best Theater "Boys Don't Cry"                 | Tuszan (Du-san)                      | MBC         |
| 2001      | MBC Best Theater "It Happened in the Parking Lot" |                                      | MBC         |
| 2003      | MBC Best Theater "All That Ramen"                 | Csunjong (Jun-young)                 | MBC         |
| 2003      | MBC Best Theater "Winter Bird's Dream"            | Csunho (Jun-ho)                      | MBC         |
| 2003      | Love Letter                                       | fiatal I Udzsin (Lee U-jin)          | MBC         |
| 2004      | MBC Best Theater "Hi, Clementine"                 | Szebom (Se-beom)                     | MBC         |
| 2004      | Sweet Buns                                        | fiatal I Sinhjok (Lee Shin-hyeok)    | MBC         |
| 2004      | Immortal Admiral Yi Sun-sin                       | fiatal I Szunsin (Yi Sun-sin)        | KBS1        |
| 2004      | Precious Family                                   | Pak Csuni (Park Jun-yi)              | KBS2        |
| 2005      | Sad Love Story                                    | fiatal Szo Dzsunjong (Seo Jun-young) | MBC         |
| 2005      | Magic Warriors Mir & Gaon                         | Mir                                  | KBS2        |
| 2006      | Alien Sam                                         | Vang Herjong (Wang Hae-ryong)        | Tooniverse  |
| 2007      | The King and I                                    | fiatalSzongdzsong (Seongjong)        | SBS         |
| 2007      | The Legend                                        | fiatal Tamdok (Damdeok)              | MBC         |
| 2009      | A Silla királyság ékköve                          | Kim Csuncsu (Kim Chunchu)            | MBC         |
| 2009      | You’re Beautiful                                  | vásárló (cameo, 9. rész)             | SBS         |
| 2010      | Master of Study                                   | Hvang Bekhjon (Hwang Baek-hyun)      | KBS2        |
| 2010      | Flames of Desire                                  | Kim Mindzse (Kim Min-jae)            | MBC         |
| 2011      | Warrior Baek Dong-soo                             | Jo Un (Yeo Un)                       | SBS         |
| 2012      | Operation Proposal                                | Kang Bekho (Kang Baek-ho)            | TV Chosun   |
| 2012      | Arangszattodzson                                  | Jáde császár                         | MBC         |
| 2012      | Pogosipta                                         | Kang Hjongdzsun (Kang Hyeong-jun)    | MBC         |
| 2013      | Studying Humans                                   | dokumentumfilm; narrátor             | KBS1        |
| 2015      | Imaginary Cat                                     | Hjon Dzsonghjon (Hyeon Jong-hyeon)   | MBC Every 1 |
| 2015–2016 | Remember: War of the Son                          | Szo Dzsinu (Seo Jin-woo)             | SBS         |
| 2017      | Ruler: Master of the Mask                         | I Szon (Lee Sun)                     | MBC         |
| 2017      | Robosi anija                                      | Kim Mingju (김민규, Kim Min-kyu)     | MBC         |
| 2018      | My Strange Hero                                   | Kang Bokszu (Kang Bok-su)            | SBS         |